# William Blackwood
William Blackwood (Edimburgo, 20 de novembro de 1776 - 16 de setembro de 1834), editor e escritor escocês, fundador da firma William Blackwood & Sons.